# Lithocarpus luzoniensis
Lithocarpus luzoniensis là một loài thực vật có hoa trong họ Cử. Loài này được (Merr.) Rehder mô tả khoa học đầu tiên năm 1929.